# Чарльз Венс Міллар
Чарльз Венс Міллар англ. Charles Vance Millar; 1853 — 31 жовтня 1926, Торонто) — канадський адвокат і бізнесмен, який здобув популярність завдяки своїм розіграшам та своїм  заповітом.

## Ранні роки
Чарльз Міллар вступив на юридичний факультет Університету Торонто і закінчив його з найвищим балом 98%, після чого відкрив власне юридичне бюро в Торонто.

## Компанії BC Express та Millar Addition
Міллар був успішним бізнесменом. У 1897 році Міллар викупив у Стівена Тінглі компанію BC Express, що була субпідрядником по доставці державної пошти в районі Карибу, Британська Колумбія.
Коли надійшли звістки про намірм будівництва залізниці з Вінніпега до Тихоокеанського узбережжя (Grand Trunk Pacific Railway), яка повинна була проходити через містечко Форт-Джордж (нині Принс-Джордж), Міллар розширив зону діяльності своєї компанії також на цей регіон і побудував для цього два колісних пароплави, названих BX та BC Express.
Міллар передбачив, що Форт-Джордж стане великим центром північної частини Британської Колумбії і вжив заходів до того, щоб викупити у місцевих індіанців землю під їх резервацією в районі Форт-Джорджа. Керівництво залізниці вже запланувало цю покупку і змогло переконати канадський департамент у справах індіанців в необхідності припинити переговори з Міллар. Міллар подав на залізницю до суду і відсудив можливість придбання 200 акрів (0,81 км 2) землі, що стала відомою під назвою Millar Addition.

## Гонка лелек
За життя Міллар був успішним інвестором, проте він відомий насамперед своїми витівками. Одною з улюблених було розкидати на тротуарі гроші, а потім з укриття спостерігати, як перехожі намагаються потайки їх розсовувати по кишенях. Найвідомішим розіграшем Міллара став його заповіт, в преамбулі до якого говорилося:
 Оригінальний текст (англ.)
This Will is necessarily uncommon and capricious because I have no dependents or near relations and no duty rests upon me to leave any property at my death and what I do leave is proof of my folly in gathering and retaining more than I required in my lifetime.
Цей заповіт навмисно незвичний і повен примх, оскільки у мене немає ні нащадків або близьких родичів, ні зобов'язань за розпорядженням своєю власністю після смерті. Те, що я роблю - це моя примха, більша, ніж я зміг собі дозволити при житті.
— Time, 1926-12-20
Заповіт містив багато незвичайних пунктів: 
- Трьом чоловікам, про які було відомо, що вони ненавиділи один одного, був заповіданий в спільну сумісну власність літній будиночок Міллара на Ямайці.
- Семи відомим Торонським протестантським священикам, активістам руху за тверезість були заповідані акції пивоварної компанії   O'Keefe[en]  на суму 700 000 доларів за умови, що вони будуть брати участь в управлінні компанією і отримувати від акцій дивіденди [6] .
- Трьом лютим супротивникам перегонів були заповідані акції скакового клубу Онтаріо на  25000 доларів [6].

У десятому пункті заповіту говорилося про те, що вся решта власності Міллара повинна бути продана через 10 років після його смерті, а гроші повинні бути вручені тій жінці з Торонто, яка за цей час народить найбільше дітей . У разі, якщо кілька учасниць матимуть однаковий результат, сума повинна бути розділена в рівних частках між ними. Те, що сталося в результаті змагання увійшло в історію під назвою великі перегони лелек  .
Протягом 10 років після оголошення заповіту, воно піддалося численним судовим нападкам і спробам його оскаржити, в тому числі, і з боку далеких родичів Міллара . Однак той ретельно підготував заповіт - після багаторічних позовів Верховний суд Канади підтвердив його дійсність.
Міллар зробив вкрай вдалі інвестиції, зокрема в акції тунелю Детройт - Віндзор, які за 10 років надзвичайно зросли в ціні і досягли 750000 доларів, що в умовах дефляційної економіки того періоду означало ще більше зростання. Велика частина нагороди була поділена серед чотирьох жінок з Торонто, кожна з яких народила за цей час по 9 немовлят  . Також по 12500 доларів було передано двом жінкам, чий результат був визнаний сумнівним. Таким чином, вже після смерті Міллар став батьком (в переносному сенсі) 36 дітей. Противники стверджували, що Міллар так підготував заповіт для того, щоб дискредитувати прихильників контроля над народжуваністю .

## У культурі
Події з заповітом були показані в канадському телефільмі «Великі перегони лелек» (2002) за участю Меган Фоллоуз  .